# Sin Byung-ho
Sin Byung-ho est un footballeur sud-coréen né le 26 avril 1977.